# جاك ريغان
جاك ريغان (بالإنجليزية: Jack Reagan)‏ هو سياسي أمريكي، ولد في 13 يوليو 1883 في فولتون في الولايات المتحدة، وتوفي في 18 مايو 1941 في سانتا مونيكا في الولايات المتحدة.